# King of Expectation
King of Expectation är The Facers debut-EP, utgiven 1998.

## Låtlista
Alla låtar är skrivna av The Facer.
1. "King of Expectation"
2. "Topless Boy"
3. "Everybody Get On"
4. "Satisfied"

## Listplaceringar
| Lista (1999) | Topplacering |
| ------------ | ------------ |
| Sverige      | 59           |